# 臺南市白河區白河國民小學
23°21′08″N 120°24′50″E / 23.352340°N 120.413970°E
臺南市白河區白河國民小學（簡稱白河國小）是臺灣臺南市白河區的一所國小，源自於1898年設立的嘉義國語傳習所店仔口分教場。

## 歷史
白河國小最初為1898年6月設立的「嘉義國語傳習所店仔口分教場」，1898年10月20日改為「店仔口公學校」。1914年4月設立安溪寮分教場（1921年獨立），1917年設立海豐厝分教場（1921年獨立），1920年設立關子嶺、內角分教場（皆在1922年獨立）。1914年3月31日，改名「白河公學校」。1922年4月設置高等科。因臺灣教育令修正，於1941年4月改制為「白河西國民學校」。
二戰後，1946年2月1日改稱「臺南縣白河鎮第一國民學校」，1947年2月1日改稱「臺南縣白河鎮白河國民學校」，1947年10月設立六溪分校。1953年，六溪分校獨立為六溪國校，並設立東河分班。1956年9月，東河分班獨立為東河國校。1964年1月18日發生白河大地震，教室全數震毀，於室外設置臨時教室授課，後於隔年完成重建。1968年8月1日，因九年國民教育實施而改稱「臺南縣白河鎮白河國民小學」。2010年12月25日，因臺南縣市合併而改為現名。

### 歷任校長
戰後
| 姓名   | 任期                        | 備註     |
| 劉家聲 | 1945年10月－1946年3月       |          |
| 沈主鏞 | 1946年3月－1947年9月        |          |
| 張海尚 | 1947年9月－1951年2月        |          |
| 馮阿軒 | 1951年2月－1966年12月       | 任內逝世 |
|        | 1966年12月－19676年月       | 代理     |
| 胡遠山 | 1967年6月－1979年8月        |          |
| 李興唐 | 1979年8月－1985年8月        |          |
| 胡遠山 | 1985年8月－1989年8月        |          |
| 沈金山 | 1989年8月－1994年3月        |          |
| 王家珍 | 1994年3月－2001年8月        |          |
| 盧土成 | 2001年8月－2009年7月31日    |          |
| 林水雲 | 2009年8月1日－2013年7月31日 |          |
| 董勝雄 | 2013年8月1日－2021年7月31日 |          |
| 楊淑敏 | 2021年8月1日至今            |          |

## 外部連結
- 臺南市白河區白河國民小學